# KEIRINグランプリ2019
KEIRINグランプリ2019（ケイリングランプリにせんじゅうきゅう）は、2019年12月30日に立川競輪場で行われた、KEIRINグランプリの35回目の開催。
優勝賞金1億340万円（副賞含む）。

## 出場選手
- 2019年11月24日に行われた第61回朝日新聞社杯競輪祭決勝戦終了後、出場選手が決定された。
- 取得賞金順位は当年11月24日時点による。
- 車番については、12月3日に発表された[5]。
- 「KEIRINグランプリ2019前夜祭」（京王プラザホテル）は12月17日に実施された[2]。

| 車番   | 選手名     | 登録地 | 出場要件事項                                    | 出場回数            |
| ------ | ---------- | ------ | ----------------------------------------------- | ------------------- |
| 1      | 中川誠一郎 | 熊本   | 全日本選抜（別府）・高松宮記念杯（岸和田） 優勝 | 02回目 （3年ぶり）  |
| 2      | 松浦悠士   | 広島   | 競輪祭（小倉） 優勝                             | 初出場              |
| 3      | 脇本雄太   | 福井   | 日本選手権（松戸） 優勝                         | 02回目 （2年連続）  |
| 4      | 佐藤慎太郎 | 福島   | 取得賞金額 第5位                                | 05回目 （13年ぶり） |
| 5      | 清水裕友   | 山口   | 取得賞金額 第3位                                | 02回目 （2年連続）  |
| 6      | 郡司浩平   | 神奈川 | 取得賞金額 第8位                                | 初出場              |
| 7      | 新田祐大   | 福島   | オールスター（名古屋） 優勝                     | 06回目 （5年連続）  |
| 8      | 平原康多   | 埼玉   | 取得賞金額 第7位                                | 10回目 （7年連続）  |
| 9      | 村上博幸   | 京都   | 寬仁親王牌（前橋） 優勝                         | 04回目 （2年連続）  |
| 誘導員 | 内田英介   | 東京   |                                                 |                     |

## 成績

### 競走成績
- 12月30日（月）[10]

| 着 | 車番 | 選手       | 登録地 | 級 班 | 着差    | 決まり 手 | 上がり (秒) | H/B | 特記            |
| -- | ---- | ---------- | ------ | ----- | ------- | --------- | ----------- | --- | --------------- |
| 1  | 4    | 佐藤慎太郎 | 福島   | SS    |         | 差し      | 11.3        | S   | 走注 （押上げ） |
| 2  | 3    | 脇本雄太   | 福井   | SS    | 1/4車輪 | 逃げ      | 11.5        | HB  | 走注 （内圏線） |
| 3  | 8    | 平原康多   | 埼玉   | SS    | 3/4車輪 |           | 10.9        |     |                 |
| 4  | 7    | 新田祐大   | 福島   | SS    | 1/2車輪 |           | 11.5        |     |                 |
| 5  | 5    | 清水裕友   | 山口   | SS    | 1/2車輪 |           | 11.3        |     |                 |
| 5  | 6    | 郡司浩平   | 神奈川 | SS    | 1/2車輪 |           | 11.3        |     |                 |
| 7  | 2    | 松浦悠士   | 広島   | SS    | 3/4車輪 |           | 11.2        |     |                 |
| 8  | 1    | 中川誠一郎 | 熊本   | SS    | 2車身   |           | 11.1        |     |                 |
| 9  | 9    | 村上博幸   | 京都   | SS    | 4車身   |           | 11.8        |     |                 |

### 配当金額
- 上段：複式、下段：単式

| 2枠連     | 2枠連        | 2車連       | 2車連         | 3連勝        | 3連勝           | ワイド          | ワイド                               |
| 339,480票 | 339,480票    | 1,025,698票 | 1,025,698票   | 4,014,070票  | 4,014,070票     | 338,209票       | 338,209票                            |
|           |              |             |               |              |                 |                 |                                      |
| 3=4       | 1,380円 (10) | 3=4         | 6,300円 (27)  | 3=4=8        | 14,630円0 (58)  | 3=4 4=8 3=8     | 1,890円 (28) 1,760円 (27) 720円0 (9) |
| 4-3       | 4,020円 (22) | 4-3         | 19,190円 (64) | 4-3-8        | 143,920円 (410) | 3=4 4=8 3=8     | 1,890円 (28) 1,760円 (27) 720円0 (9) |
|           |              |             |               |              |                 |                 |                                      |
| 436,114票 | 436,114票    | 6,860,536票 | 6,860,536票   | 39,143,860票 | 39,143,860票    | 計 52,157,967票 | 計 52,157,967票                      |

### レース概要
脇本・新田の中を直線で割ってゴールし、メンバー中で最年長の佐藤が初制覇。令和初のグランプリチャンピオンに輝いた。
43歳1か月23日での優勝は、山口幸二（43歳5か月・KEIRINグランプリ2011）に次ぐ年長記録。史上4人目の40代での覇者となった（初制覇としては最年長）。

## エピソード
- 立川での開催は、村上義弘が優勝したKEIRINグランプリ2016以来3年ぶり。

- 先頭員（先頭誘導員）などに関する新ルールの導入（2019年5月31日を初日とする開催から）後、初めてのグランプリとなった。

- 地上波中継は「坂上忍の勝たせてあげたいTV　KEIRINグランプリ2019」《日本テレビ系列全国ネット》[21]。解説は加藤慎平、実況は筒井大輔が担当。また、前年に続き初日に行われたオッズパーク杯ガールズグランプリ2019もBS日テレが中継している。司会はパンサー、スタジオゲストはゆきぽよと井上咲楽と久米詩、三森彩桜、坂口聖香（ガールズケイリン選手）とけいマルガールズ（翌日のヤンググランプリ2019のプレゼンターも担当）、解説は中野浩一、実況は筒井大輔が担当。なお、前年同様にガールズグランプリの中継は日本テレビのスタジオからとなった（解説の中野のみ現地からで、レース映像はCS中継を制作した日本写真判定のものを使用）。

- 当日の立川競輪場の入場者は12,157人で、第1回から通算してワースト2位の記録（ワーストは2014年の第30回だが、これは開催場が南関東ではない岸和田競輪場であったため）。

- GPの売上は52億1579万6700円[12][13]と微増。

- シリーズ3日間の総売上は、119億0287万3200円で、目標額の120億円は達成できずも、前年比5.5%増となった[22]

### 競走データ
- 落車もしくは失格が発生しなかったのは、KEIRINグランプリ2015以来。

- グランプリにおける同着の事例（5着が2名）は、KEIRINグランプリ2010（7着が2名）以来。

- 2車単はKEIRINグランプリ2011を超えて、グランプリ史上最高を更新。3連単はKEIRINグランプリ05と同じ14万円台で、グランプリ史上2番目の好配当となった[23][24]。